# Fontana di Rosello
Le Fontana di Rosello fontaine (sassarais: funtana de Ruseddu) est un monument historique de Sassari en Sardaigne, souvent identifié comme le symbole de la ville ; il est placé au centre de la valle del Rosello, qui est dominé par le pont de Rosello de la période fasciste, et au pied du quartier homonyme de Monte Rosello. La fontaine manifeste de manière allégorique l'écoulement du temps, symbolisé par douze bouches, appelées cantaros et par quatre statues représentant les saisons. Au début du XVIIe siècle, la fontaine était une innovation dans ses formes dérivées de modèles et de thèmes chers à la Renaissance, ce qui en fait un monument unique en Sardaigne.

## L'histoire

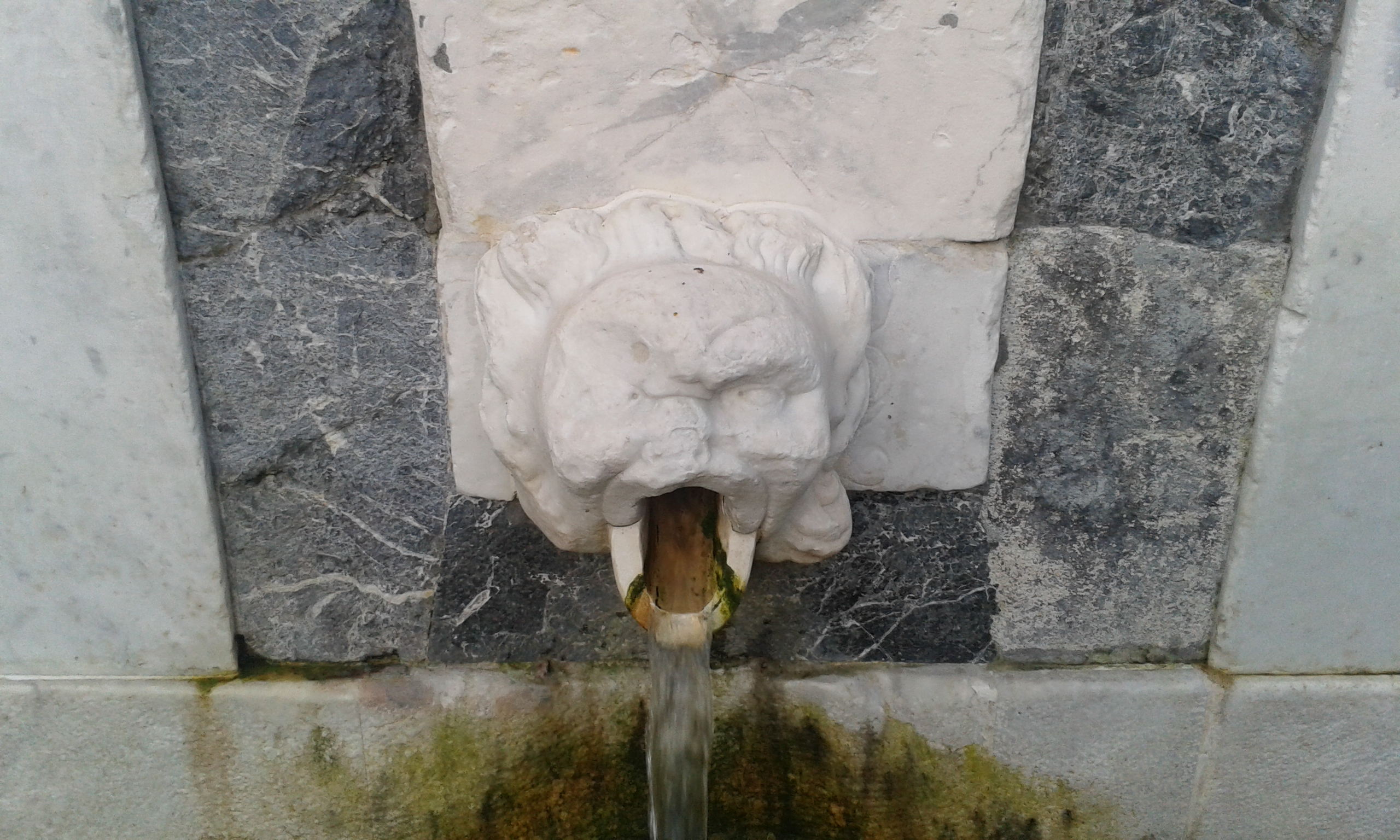
Détail de l'embouchure de la fontaine Rosello

La source de Gurusellu depuis l'époque romaine alimentait l'aqueduc qui fournissait en eau Turris Libisonis, l'actuelle Porto Torres, et était un point de référence pour les voyageurs qui traversaient la porte du même nom. Avec une taxe publique de 1 000 scudi, les travaux de transformation de la source ont été réalisés entre 1603 et 1606 par des artisans génois. En 1795, pendant les mouvements anti-féodaux, trois statues représentant les saisons ont été détruites et en 1828 quatre autres statues ont été placées. La seule statue originale survivante, celle du Domaine, est encore conservée au Palazzo Ducale de Sassari.
Pour amener l'eau de Rosello dans les maisons, des boîtes à eau permettaient de remplir les tonneaux à la source, qui étaient chargés sur le bât de leurs ânes. Fin du XIXe siècle, les ânes utilisés pour le transport atteignaient le nombre d'environ trois cents. La fontaine était également utilisée par les femmes au foyer pour faire la lessive et le blanchissage. En 1849, John Warre Tyndale, un Anglais resté à Sassari pendant un certain temps, écrivait: « Ce système d'approvisionnement est incommode, car vous trouvez souvent l'entrée d'une maison à Sassari bloqué par un homme, une bête et un tonneau ».

## Style

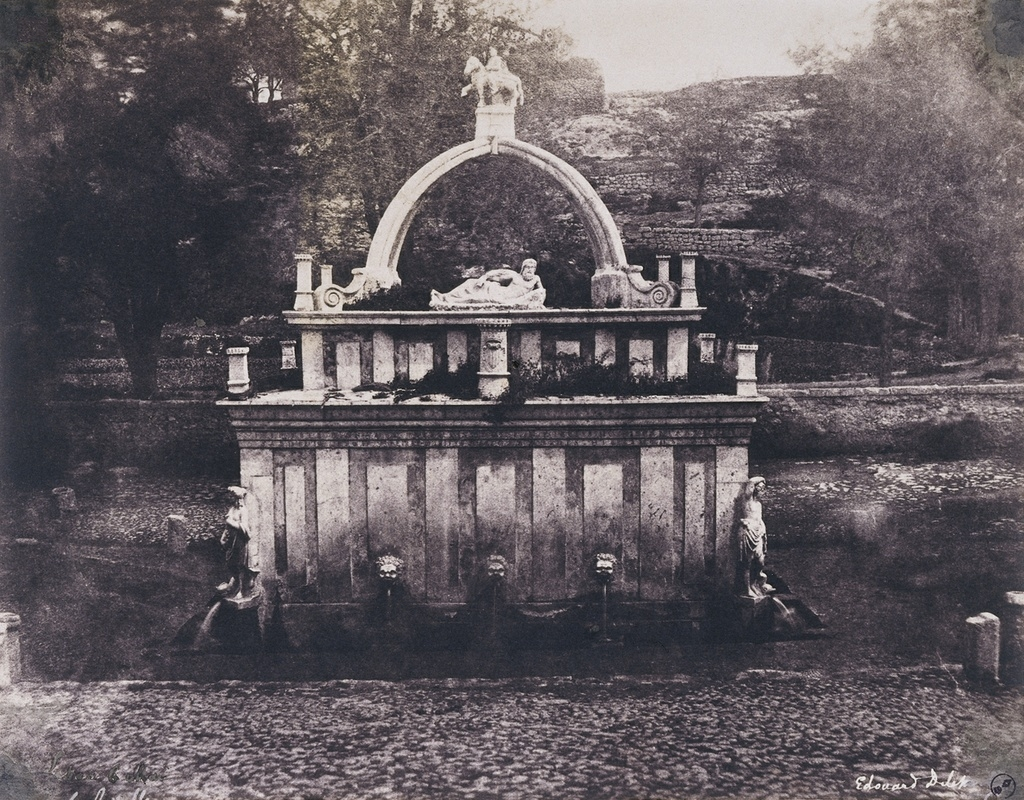
La fontaine de Rosello en 1854

Construite dans le style Renaissance tardif, la fontaine est structurée sur deux parallélépipèdes : le plus bas, de plus grande taille, est couronné par une corniche au-dessous de laquelle passe l'inscription dédicatoire sur trois côtés tandis que le versant nord montre un feuillage. Les façades sur les quatre côtés sont divisés par seize carrés rectangulaires de pierre foncée qui contrastent avec le marbre blanc utilisé pour les structures restantes. Huit d'entre eux encadrent les  têtes léonines inférieures desquelles jaillit l'eau, tandis que quatre autres bouches de dauphins sont placées à la base des statues représentant les saisons : un vieux dormeur pour l'hiver ; une fille avec une couronne de fleurs pour le printemps ; une femme avec un paquet d'oreilles pour l'été ; un jeune Hercule avec la peau du lion et une couronne de feuilles de vigne pour l'Automne. Sur le couronnement du premier ordre sont placés, aux quatre coins, des tourelles crénelées symbolisant la ville de Sassari, tandis que deux autres cylindriques montrent des armoiries sculptées de la maison d'Aragon, avec des bandes verticales. Le deuxième ordre, de plus petite taille, également divisé par des carrés rectangulaires, est couronné par un cadre simple sur lequel sont placés quatre autres tours dans les coins et deux arcs croisés soutenant la statue équestre de San Gavino (it), martyr protecteur de la ville de Sassari. La statue d'une divinité de la rivière est située sur le côté sud, face à la ville.

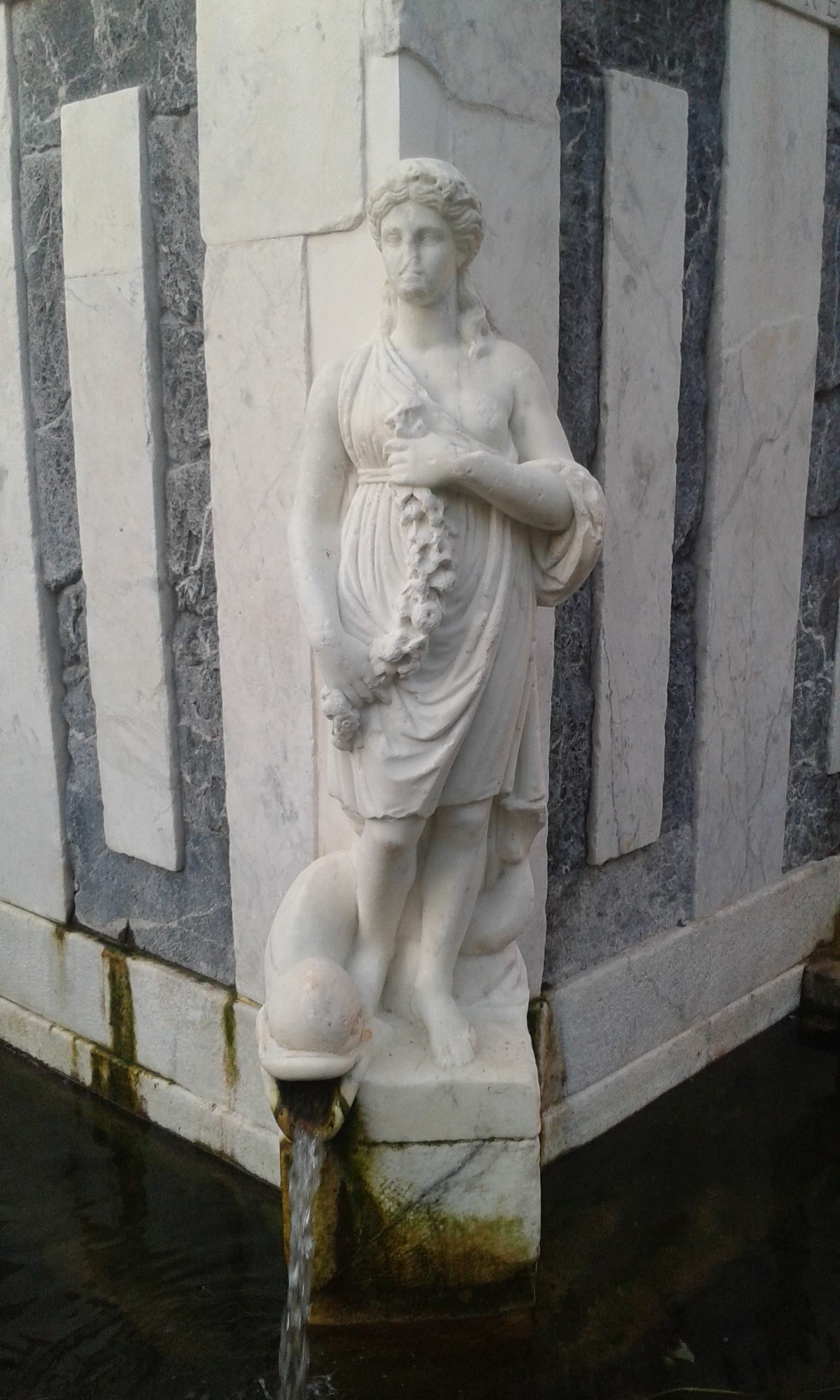
Le Printemps

## Timbre
En 1975, Eros Donnini réalise pour le Poste Italiane, la troisième sortie de la série de Fontaines en Italie : le trio est complété par la Fontaine aux 99 cannelles de L'Aquila et la source de la piazza Fontana à Milan. La Fontana di Rosello est choisie comme la plus célèbre fontaine ornementale de Sardaigne, hors d'une série, de 21 timbres représentant  toutes les régions d'Italie.